# Argyroeides flavicornis
Argyroeides flavicornis är en fjärilsart som beskrevs av Rothschild 1911. Argyroeides flavicornis ingår i släktet Argyroeides och familjen björnspinnare. Inga underarter finns listade i Catalogue of Life.